# Funció implícita
En matemàtiques, es diu funció implícita a la funció que s'ha definit emprant una equació en què es relacionen les variables dependents i independents.
No es pot dir que una funció implícita sigui un tipus diferent de funció. La mateixa funció es pot definir de forma explícita i de forma implícita, per exemple la funció que a cada nombre real x li fa correspondre el seu quadrat es pot definir de forma explícita escrivint {\displaystyle y=x^{2}} o de forma implícita escrivint {\displaystyle y-x^{2}=0}.
Per a definir una funció {\displaystyle f} de forma explícita es dona una fórmula matemàtica que permet calcular el resultat de la funció y per a cada valor de la variable independent {\displaystyle x}.
{\displaystyle y=f(x)}
En canvi si la funció es defineix de forma implícita es dona una expressió que, per a cada valor de la variable independent {\displaystyle x} planteja una equació. El valor de la variable independent {\displaystyle y} es troba resolent l'equació.
{\displaystyle R(x,y)=0}
Les funcions implícites són útils en situacions on no convé resoldre explícitament una equació de la forma {\displaystyle R(x,y)=0}. De vegades no és possible trobar una funció obtinguda per combinació de funcions senzilles que resolgui l'equació i de vegades encara que sigui possible no convé, perquè porta a una expressió molt més complicada que l'equació implícita. Com que les equacions de vegades tenen solucions múltiples, les funcions implícites són una forma de definir funcions multivaluades.
En aquests casos la utilitat de les funcions implícites ve del fet que, hi ha algunes tècniques de càlcul, com per exemple la derivació, que es poden aplicar directament a partir de la definició implícita de la funció de forma relativament fàcil.
El teorema de la funció implícita subministra el lligam entre les funcions implícites i explícites. Estableix que si l'equació {\displaystyle R(x,y)=0} satisfà certes condicions en les seves derivades parcials, llavors en principi l'equació es pot resoldre almenys en un interval que conté {\displaystyle y}. Geomètricament, la gràfica definida per {\displaystyle R(x,y)=0} s'encavalcarà localment amb la gràfica de la funció {\displaystyle y=f(x)}.

## Exemples

### Funcions inverses
Per a descriure inverses de funcions habitualment sorgeixen funcions implícites. Si f és una funció, llavors la funció inversa de f és una solució de l'equació
{\displaystyle x=f(y)\implies y=f^{-1}(x)}
Substituint per y el lloc on abans hi havia x. Intuïtivament, la funció inversa de f s'obté intercambiant els papers de la variable dependent i independent. Dit d'una altra manera, la funció inversa és la solució y de l'equació
{\displaystyle R(x,y)=x-f(y)=0.}
Exemples.
1. El logaritme natural {\displaystyle y=\ln {x}} és la solució de l'equació {\displaystyle x-e^{y}=0}.
2. La funció W de Lambert és una funció implícita donada per {\displaystyle x-ye^{y}=0}.

### Funcions algebraiques
Una funció algebraica és una solució y d'una equació R(x,y) = 0 on R és un polinomi de dues variables. Les funcions algebraiques juguen un rol important en anàlisi matemàtica i en geometria algebraica. Un exemple senzill d'una funció algebraica ve donat pel cercle de radi unitat:
{\displaystyle x^{2}+y^{2}-1=0.}
Aïllant y dona
{\displaystyle y=\pm {\sqrt {1-x^{2}}}.}
Fixeu-vos que a la funció implícita hi ha dues "branques" (o que es poden definir dues funcions diferents a partir de l'expressió implícita): una per cada signe de l'arrel quadrada. Les dues branques es poden considerar pertanyents a la funció implícita. D'aquesta forma, les funcions implícites poden ser multi-valuades.

## Advertències
No tota equació {\displaystyle R(x,y)=0} té una gràfica que al mateix temps sigui la gràfica d'una funció, l'equació del cercle n'és un exemple clar. Un altre exemple és una funció implícita donada per x - C(y) = 0 on C és un polinomi cúbic que tingui una "gepa" a la seva gràfica. Per tant, perquè una funció implícita sigui una autèntica funció pot ser necessari de fer servir només una part de la seva gràfica. De vegades només es pot fer que una funció implícita defineixi amb èxit una funció a base de fer un "zoom" en una part de l'eix x i "retallant" algunes branques indesitjades de la funció. La fórmula que en resulta només llavors pot ser qualificada com una funció explícita legítima.
L'equació R = 0 pot tenir també altres patologies. Per exemple, l'equació implícita x = 0 no defineix una funció de cap manera; és una línia vertical. Per tal d'evitar un problema com aquest, sovint s'imposen diverses restriccions a les formes permeses per a les equacions o en el seu domini. El teorema de la funció implícita subministra una manera uniforme de manejar aquesta mena de patologies.

## Derivació implícita
En càlcul, es diu derivació implícita d'un mètode per a obtenir les derivades de funcions definides implícitament. Aquest mètode és una aplicació de la regla de la cadena i permet de trobar la derivada d'una funció definida implícitament de forma directa, sense haver d'expressar la funció de forma explícita abans de calcular la derivada.
Com s'ha explicat a la introducció, {\displaystyle y} es pot donar com a funció de {\displaystyle x} de forma implícita en comptes d'explícita. Quan es té una equació {\displaystyle R(x,y)=0}, pot ser que se sigui capaç d'aïllar {\displaystyle y} i llavors derivar. En canvi, de vegades és més senzill derivar {\displaystyle R(x,y)} respecte de {\displaystyle x} i llavors aïllar {\displaystyle dy/dx}.

### Exemples
1. Considereu l'exemple
{\displaystyle y+x=-4\,}
Aquesta funció es pot manipular per a obtenir la funció explícita: 
{\displaystyle f(x)=y=-x-4\,}
Que derivant dona {\displaystyle {\frac {dy}{dx}}=-1}. De forma alternativa es pot derivar l'equació:
{\displaystyle {\frac {dy}{dx}}+{\frac {dx}{dx}}={\frac {d}{dx}}(-4)}
{\displaystyle {\frac {dy}{dx}}+1=0}
Aillant {\displaystyle {\begin{matrix}{\frac {dy}{dx}}\end{matrix}}}:
{\displaystyle {\frac {dy}{dx}}=-1.}
2. Un exemple on la derivada implícita és més fàcil que la derivació explícita 
{\displaystyle x^{4}+2y^{2}=8\,}
Per a derivar-la explícitament, s'ha d'obtenir (via algebra) 
{\displaystyle f(x)=y=\pm {\sqrt {\frac {8-x^{4}}{2}}}},
I llavors derivar aquesta funció. Això crea dues derivades: una per {\displaystyle y>0} i un altre per {\displaystyle y<0}.
Pot trobar-se més fàcil de derivar implícitament la funció implícita; 
{\displaystyle 4x^{3}+4y{\frac {dy}{dx}}=0}
així, 
{\displaystyle {\frac {dy}{dx}}={\frac {-4x^{3}}{4y}}={\frac {-x^{3}}{y}}}
3. Un altre exemple, l'equació {\displaystyle y^{3}-y=x}. Es pot expressar de forma explícita emprant la solució de l'equació de tercer grau i obtenir:
{\displaystyle y={\sqrt[{3}]{{\frac {x}{2}}+{\sqrt[{2}]{{\frac {x^{2}}{4}}-{\frac {1}{27}}}}}}+{\sqrt[{3}]{{\frac {x}{2}}-{\sqrt[{2}]{{\frac {x^{2}}{4}}-{\frac {1}{27}}}}}}}
Ara es pot continuar derivant aquesta funció, en canvi emprant el mètode implicit,
{\displaystyle {\begin{matrix}{\frac {dy}{dx}}\end{matrix}}} es pot expressar: 
{\displaystyle 3y^{2}{\frac {dy}{dx}}-{\frac {dy}{dx}}=1}
Traient factor comú de {\displaystyle {\frac {dy}{dx}}} resulta
{\displaystyle {\frac {dy}{dx}}(3y^{2}-1)=1} que porta a la resposta final
{\displaystyle {\frac {dy}{dx}}={\frac {1}{3y^{2}-1}}}

### Formula per a dues variables
"El Teorema de la Funció Implícitaestableix que si {\displaystyle F} està definida en una bola oberta que conté {\displaystyle (a,b)}, on {\displaystyle F(a,b)=0}, {\displaystyle F_{y}(a,b)\not =0}, i {\displaystyle F_{x}} i {\displaystyle F_{y}} són contínues a la bol, l'equació {\displaystyle F(x,y)=0} defineix {\displaystyle y} com a funció de {\displaystyle x} a prop del punt {\displaystyle (a,b)} i la derivada d'aquesta funció ve donada per...":§ 11.5
{\displaystyle {\frac {dy}{dx}}=-{\frac {\partial F/\partial x}{\partial F/\partial y}}=-{\frac {F_{x}}{F_{y}}}}.
{\displaystyle F_{var}} indica la derivada de {\displaystyle F} respecte de {\displaystyle {var}}
La fórmula de dalt surt de fer servir la regla de la cadena generalitzada per a obtenir la derivada total—respecte de {\displaystyle x}—dels dos cantons de {\displaystyle F(x,y)=0}:
{\displaystyle {\frac {\partial F}{\partial x}}{\frac {dx}{dx}}+{\frac {\partial F}{\partial y}}{\frac {dy}{dx}}=0={\frac {\partial F}{\partial x}}+{\frac {\partial F}{\partial y}}{\frac {dy}{dx}}}.

## Teorema de la funció implícita
Es pot demostrar que si {\displaystyle R(x,y)} ve donada per un subvarietat suau {\displaystyle M} en {\displaystyle R^{2}}, i {\displaystyle (a,b)} és un punt d'aquesta subvarietat tal que l'espai tangent no és vertical (és a dir {\displaystyle {\frac {\partial R}{\partial y}}\neq 0}), llavors {\displaystyle M} en algun entorn prou petit de {\displaystyle (a,b)} ve donat per una parametrització {\displaystyle (x,f(x))} on {\displaystyle f} és una funció suau. En llenguatge menys tècnic, les funcions implícites existeixen i son derivables, tret que la tangent a la seva gràfica sigui vertical. En un cas normal on es té una equació
{\displaystyle F(x,y)=0}
La condició en {\displaystyle F} es pot comprovar per mitjà de les derivades parcials.:§ 11.5